# 蒂奧烏戈
28°34′44″S 52°35′56″W / 28.57889°S 52.59889°W

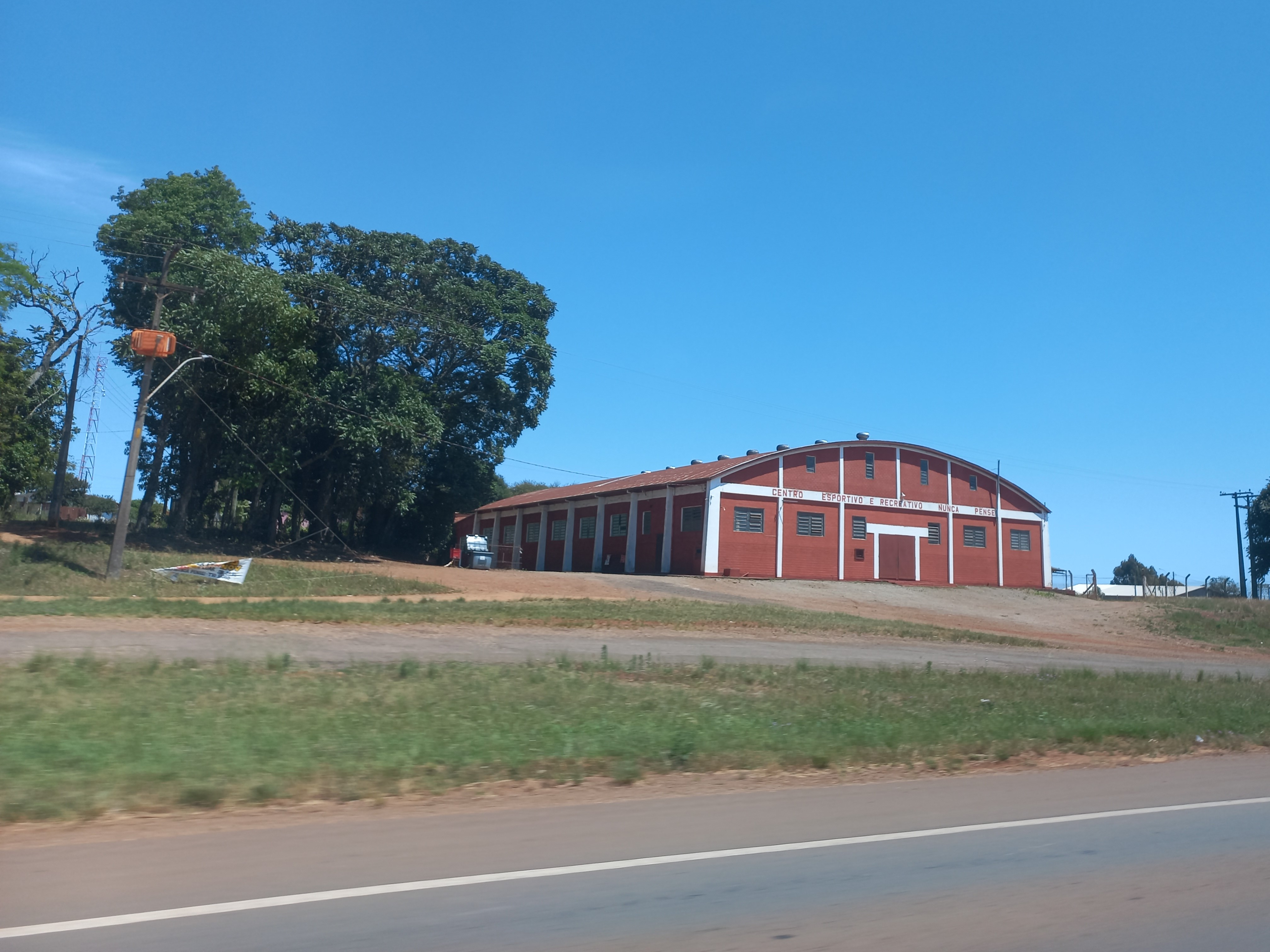
蒂奧烏戈

蒂奧烏戈（葡萄牙語：Tio Hugo）是巴西的城鎮，位於該國南部，由南里奧格蘭德州負責管轄，始建於1996年4月16日，面積114平方公里，海拔高度605米，2010年人口2,724，人口密度每平方公里23.85人。